# Бриньоли, Серж
Серж Бриньоли (нем. и итал. Serge Brignoni; 12 октября 1903, Сан-Симоне-ди-Вакалло, близ Чиассо — 6 января 2002, Цолликофен) — швейцарский художник, скульптор и коллекционер произведений искусства.

## Жизнь и творчество
Родился в «итальянской» части Швейцарии. В 1907 году семья Бриньоли переезжает в Берн. Первые уроки рисования получил под руководством Виктора Зурбека, затем учился в Академии изящных искусств в Берлине-Шарлоттенбурге. С 1923 года Бриньоли живёт в Париже и работает при академии Андре Лоте. В этот период он начинает собирать произведения экзотического, внеевропейского искусства.
Вторая мировая война стала переломным моментом в творчестве художника. В 1940 году Бриньоли был вынужден покинуть Париж и вернуться в Берн. Значительная часть его картин, оставленных в Париже, погибла либо пропала без вести. В Берне, привыкшем к традиционным, имеющим с парижским авангардом мало общего, формам искусства, С.Бриньоли столкнулся со значительными трудностями. Лишь перейдя к новым для себя, сюрреалистически-метафизическим композициям, художник сумел добиться признания на родине. С.Бриньоли является крупным представителем европейского авангарда XX столетия в Швейцарии.
В 1985 году художник подарил городу Лугано большую часть своего собрания произведений искусства, на основании которой в Лугано был открыт «Музей внеевропейских культур».